# Deverra
Deverra of Devera was een van de drie Romeinse godheden, die, vooral door het landvolk, bij de geboorte van een kind werden aangeroepen, om de kraamvrouw en haar jonggeboren spruit tegen de boze invloed van Silvanus te vrijwaren. Om haar hulp te verwerven, gingen drie mannen 's nachts om het huis, eerst met een bijl, dan met een stamper en eindelijk met een bezem. Deze drie voorwerpen dienden als zinnebeelden van de beschaving, daar met de bijl de boom wordt gehouwen, met de stamper het koren fijngestampt en met de bezem de veldvruchten worden samengeveegd. De namen van de beide godheden, die naast Deverra werden aangeroepen, waren Pilumnus en Intercidona.